# Baeoctenus bicolor
Baeoctenus bicolor är en tvåvingeart som beskrevs av Ole Anton Saether 1976. Baeoctenus bicolor ingår i släktet Baeoctenus och familjen fjädermyggor. Inga underarter finns listade i Catalogue of Life.